# In 80 Tagen um die Welt (1989)
In 80 Tagen um die Welt (Originaltitel: Around the World in 80 Days) ist ein Abenteuerfilm aus dem Jahr 1989. Der dreiteilige Fernsehfilm entstand unter der Regie von Buzz Kulik. In der Hauptrolle ist Pierce Brosnan zu sehen.

## Handlung
Der zurückgezogen lebende und exzentrische Phileas Fogg aus London wettet mit Gentlemen aus dem Reform Club, dass er es schafft, innerhalb von 80 Tagen die Welt zu umrunden. Zusammen mit seinem Diener Passepartout, der erst am selben Tag eingestellt wird und Franzose ist, begibt er sich auf die gefährliche und fast unmögliche Reise.
Doch der Agent Wilbur Fix, der meint, Fogg sei in einen Überfall auf die Nationalbank verwickelt, versucht mit allen Mitteln, Fogg an der Weiterreise zu hindern. Passepartout glaubt, Fix sei von Foggs Wettgegnern geschickt worden und solle ihre Reise überprüfen.
In Dover in England begegnen die beiden Sarah Bernhardt und scheuchen sie vom Schiff. Damit fahren sie nach Frankreich, wo gerade Bürgerkrieg ist. Dort begegnen sie Louis Pasteur. Zur Weiterfahrt nach Rom benutzen sie einen Heißluftballon, da der Zugverkehr eingestellt wurde. Sie landen dort im Kolosseum. Bis nach Indien klappt die Reise ohne große Schwierigkeiten. Dort beobachten sie, wie Anbeter der Todesgöttin Kali eine Prinzessin opfern wollen. Das verhindern die beiden, befreien sie und nehmen sie auf die weitere Reise mit. Phileas Fogg und die Prinzessin Aouda verlieben sich ineinander, auch wenn er sich am Anfang nicht im Klaren über seine Gefühle ist.
Sie werden in Burma von Banditen gefangen genommen, in dessen Verlauf wäre Phileas Fogg beinahe hingerichtet worden. In China gelangen sie zunächst in die verbotene Stadt und verlieren dann Passepartout, der sich mit Hunger herumärgert, während im Chinesischen Meer das Boot von Phileas Fogg untergeht. Man trifft sich in Yokohama wieder und reist zusammen weiter. In Amerika hat Phileas Fogg dann ein Duell mit Jesse James. Der Zug wird außerdem von Indianern überfallen. In New York verpassen sie ihr Schiff, da sie vom einzigen rechtzeitig nach Liverpool ablaufenden Schiff, auf Befehl Cornelius Vanderbilts, geworfen werden. Sie mieten ein anderes, überlisten kurzerhand den Kapitän und verbrennen einen Großteil seines Schiffs, nachdem das Heizmaterial ausgegangen war. In England auf der Strecke nach London verpassen sie den Zug, da Fix den Haftbefehl einlöst und kommen fünf Minuten zu spät an und gehen enttäuscht nach Hause. Am nächsten Abend macht Phileas Fogg Aouda einen Heiratsantrag, den sie annimmt. Sie merken erst anhand der Zeitung, dass sie aufgrund der Zeitverschiebung einen Tag zu früh angekommen sind, und Phileas Fogg gewinnt am Ende doch seine Wette und das Herz einer wunderbaren Frau.
Im Abspann wird die dreifache Hochzeit von Fogg und Aouda, Fix und seiner Frau sowie Passepartout und seiner Frau zelebriert.

## Produktion
Die Außenaufnahmen entstanden in England, Macau, Hongkong, Thailand und Jugoslawien.

## Synchronisation
Buchstäblich zeitgleich wurden in der Bundesrepublik und in der DDR deutsche Synchronfassungen produziert. Für die westdeutsche Fassung war die Interopa Film zuständig, Buch und Regie Horst Balzer.
Die ostdeutsche Fassung entstand im Fernsehen der DDR Studio für Synchronisation, Buch Christel Rudolph, Regie Marianne Leo.
Im DDR-Fernsehen, das die Miniserie einige Wochen früher ausstrahlte, wurde die 1. Folge um den Zugüberfall ebenso wie um einige Szenen im revolutionären Paris gekürzt (man empfand sie als die Französische Revolution verunglimpfend), während im ZDF in der 2. Folge die Ankunft an der Küste und Impressionen in Yokohama geschnitten wurden (auf der neuen DVD-Edition sind diese Szenen mittlerweile wieder zu sehen).
| Rolle                        | Darsteller         | Synchronsprecher (BRD) | Synchronsprecher (DDR)      |
| ---------------------------- | ------------------ | ---------------------- | --------------------------- |
| Phileas Fogg                 | Pierce Brosnan     | Lutz Mackensy          | Detlef Gieß                 |
| Jean Passepartout            | Eric Idle          | Hans-Jürgen Dittberner | Joachim Siebenschuh         |
| Prinzessin Aouda             | Julia Nickson-Soul | Susanna Bonasewicz     | Gabriele Streichhahn-Schott |
| Detective Wilbur Fix         | Peter Ustinov      | Wolfgang Völz          | Horst Lampe                 |
| Captain Bunsby               | Jack Klugman       | Hans W. Hamacher       | Helmut Müller-Lankow        |
| McBaines                     | Roddy McDowall     | Jürgen Heinrich        | Dietmar Obst                |
| Benjamin Mudge               | Darren McGavin     | Alexander Herzog       | Hasso Zorn                  |
| Wentworth                    | Robert Morley      | Heinz Theo Branding    | Hans Joachim Hegewald       |
| Jesse James                  | Stephen Nichols    | Joachim Tennstedt      | Andreas Knaup               |
| Sarah Bernhardt              | Lee Remick         | Almut Eggert           | Annekathrin Bürger          |
| Louis Pasteur                | Hugo de Vernier    | ?                      | ?                           |
| Die falsche Prinzessin       | Jill St. John      | ?                      | Lilo Grahn                  |
| Alfred Bennett               | Robert Wagner      | Norbert Gescher        | Ernst Meincke               |
| Der italienische Polizeichef | Gabriele Ferzetti  | ?                      | Ulrich Voß                  |
| Schaffner                    | Henry Gibson       | Heinz Fabian           | Joachim Konrad              |
| Sir Francis Commarty         | John Hillerman     | Wolfram Schaerf        | Gerhard Paul                |
| Cornelius Vanderbilt         | Rick Jason         | ?                      | Alfred Struwe               |
| Stuart                       | Christopher Lee    | Friedrich Schoenfelder | Hinrich Köhn                |
| Ralph Gauthier               | Patrick Macnee     | Gerd Holtenau          | Roland Hemmo                |
| Faversham                    | John Mills         | Eric Vaessen           | Erhard Köster               |
| Prince Bayinnaung            | Tariq Yunus        | Joachim Nottke         | Lothar Schellhorn           |
| Kapitän Speedy               | Pernell Roberts    | Hans Teuscher          | Karl Sturm                  |
| Jenks                        | James Sikking      | Karl Schulz            | Michael Narloch             |
| Flannigan                    | Simon Ward         | Hans-Werner Bussinger  | Kaspar Eichel               |
| Queen Victoria               | Anna Massey        | Bettina Schön          | Gertraud Klawitter          |
| Ffolkestone                  | Edward Wiley       | Peter Matić            | ?                           |

## Kritik
„Von guten Darstellern getragene Unterhaltung für die ganze Familie.“

## DVD-Veröffentlichung
- In 80 Tagen um die Welt. 2-DVD-Set. Concorde Video 2007.
- In 80 Tagen um die Welt. Doppel-DVD (Doppelseitige DVD) mit PC-Spiel. e-m-s und blueByte aus dem Jahr 2000.
- In 80 Tagen um die Welt. 2-Blu-ray-Set im Digipack im Schuber. Plaion Pictures 2023.

## Soundtrack
- Billy Goldenberg: In 80 Tagen um die Welt. Der Soundtrack zu der erfolgreichen Serie im ZDF. edel, Hamburg 1989, Tonträger-Nr. EDL 2518-2 – Originalaufnahme der Filmmusik unter der Leitung des Komponisten